# Aranc
Aranc est une commune française, située dans le département de l'Ain en région Auvergne-Rhône-Alpes.

## Géographie

### Situation
La commune se situe dans le val d'Aranc. Il est bordé, à l'est par les Monts d'Ain et le Tré Pellay culminant à 1 016 mètres, au nord par la chaîne de l'Avocat, à l'ouest par la vallée de la Mandorne. Le Val d'Aranc culmine à une altitude moyenne de 780 mètres. Un marais borde le village au nord. Le Borrey y prend sa source. Les monts d'Aranc (924 mètres) créent une frontière naturelle à l'est. Le point le plus bas de la commune est au hameau de Moment : 406 mètres.

### Géologie
Le Val d'Aranc tout comme le plateau d'Hauteville est un synclinal de taille modeste. L'origine des sols remonte à la période du secondaire, principalement Jurassique supérieur pour le val d'Aranc et le Jurassique moyen pour la vallée de la Mandorne. Les sols se composent de matériaux erratiques alternant avec des couches de calcaires de type Oxfordien moyen ou couche de Birmensdorf. On trouve suivant les affleurements et de minutieuses recherches, des fossiles de bivalves, gastéropodes ou, bien plus rarement, des ammonites. Le val d'Aranc et le plateau d'Hauteville en général, sont bordés de nombreuses falaises où se sont formées par l'action de l'eau, grottes, cascades, gouffres et tines, petites cuvettes formées par les cours d'eau.
La qualité du calcaire a été exploitée dans des carrières qui se trouvent non loin de Résinand et une mine de manganèse est signalée au début du XXe siècle, mais la pauvreté ou la difficulté d'extraction du minerai ont eu raison de l'exploitation de la mine.

### Communes limitrophes
|                      | Corlier | Izenave            |
| Nivollet-Montgriffon | Aranc   | Champdor-Corcelles |
| Oncieu               | Évosges | Hauteville-Lompnes |

### Climat
Pour des articles plus généraux, voir Climat d'Auvergne-Rhône-Alpes et Climat de l'Ain.
En 2010, le climat de la commune est de type climat de montagne, selon une étude du CNRS s'appuyant sur une série de données couvrant la période 1971-2000. En 2020, Météo-France publie une typologie des climats de la France métropolitaine dans laquelle la commune est exposée à un climat de montagne ou de marges de montagne et est dans la région climatique Jura, caractérisée par une forte pluviométrie en toutes saisons (1 000 à 1 500 mm/an), des hivers rigoureux et un ensoleillement médiocre.
Pour la période 1971-2000, la température annuelle moyenne est de 8,2 °C, avec une amplitude thermique annuelle de 16,5 °C. Le cumul annuel moyen de précipitations est de 1 643 mm, avec 11,1 jours de précipitations en janvier et 8,8 jours en juillet. Pour la période 1991-2020, la température moyenne annuelle observée sur la station météorologique de Météo-France la plus proche, sur la commune de Saint-Rambert-en-Bugey à 8 km à vol d'oiseau, est de 11,4 °C et le cumul annuel moyen de précipitations est de 1 512,4 mm,. Pour l'avenir, les paramètres climatiques de la commune estimés pour 2050 selon différents scénarios d'émission de gaz à effet de serre sont consultables sur un site dédié publié par Météo-France en novembre 2022.

## Urbanisme

### Typologie
Au 1er janvier 2024, Aranc est catégorisée commune rurale à habitat dispersé, selon la nouvelle grille communale de densité à 7 niveaux définie par l'Insee en 2022.
Elle est située hors unité urbaine. Par ailleurs la commune fait partie de l'aire d'attraction de Plateau d'Hauteville, dont elle est une commune de la couronne,. Cette aire, qui regroupe 6 communes, est catégorisée dans les aires de moins de 50 000 habitants,.

### Occupation des sols
L'occupation des sols de la commune, telle qu'elle ressort de la base de données européenne d’occupation biophysique des sols Corine Land Cover (CLC), est marquée par l'importance des forêts et milieux semi-naturels (61,3 % en 2018), une proportion sensiblement équivalente à celle de 1990 (62,2 %). La répartition détaillée en 2018 est la suivante :
forêts (60,7 %), prairies (34,7 %), zones agricoles hétérogènes (2,1 %), zones humides intérieures (1,8 %), milieux à végétation arbustive et/ou herbacée (0,6 %).
L'évolution de l’occupation des sols de la commune et de ses infrastructures peut être observée sur les différentes représentations cartographiques du territoire : la carte de Cassini (XVIIIe siècle), la carte d'état-major (1820-1866) et les cartes ou photos aériennes de l'IGN pour la période actuelle (1950 à aujourd'hui).

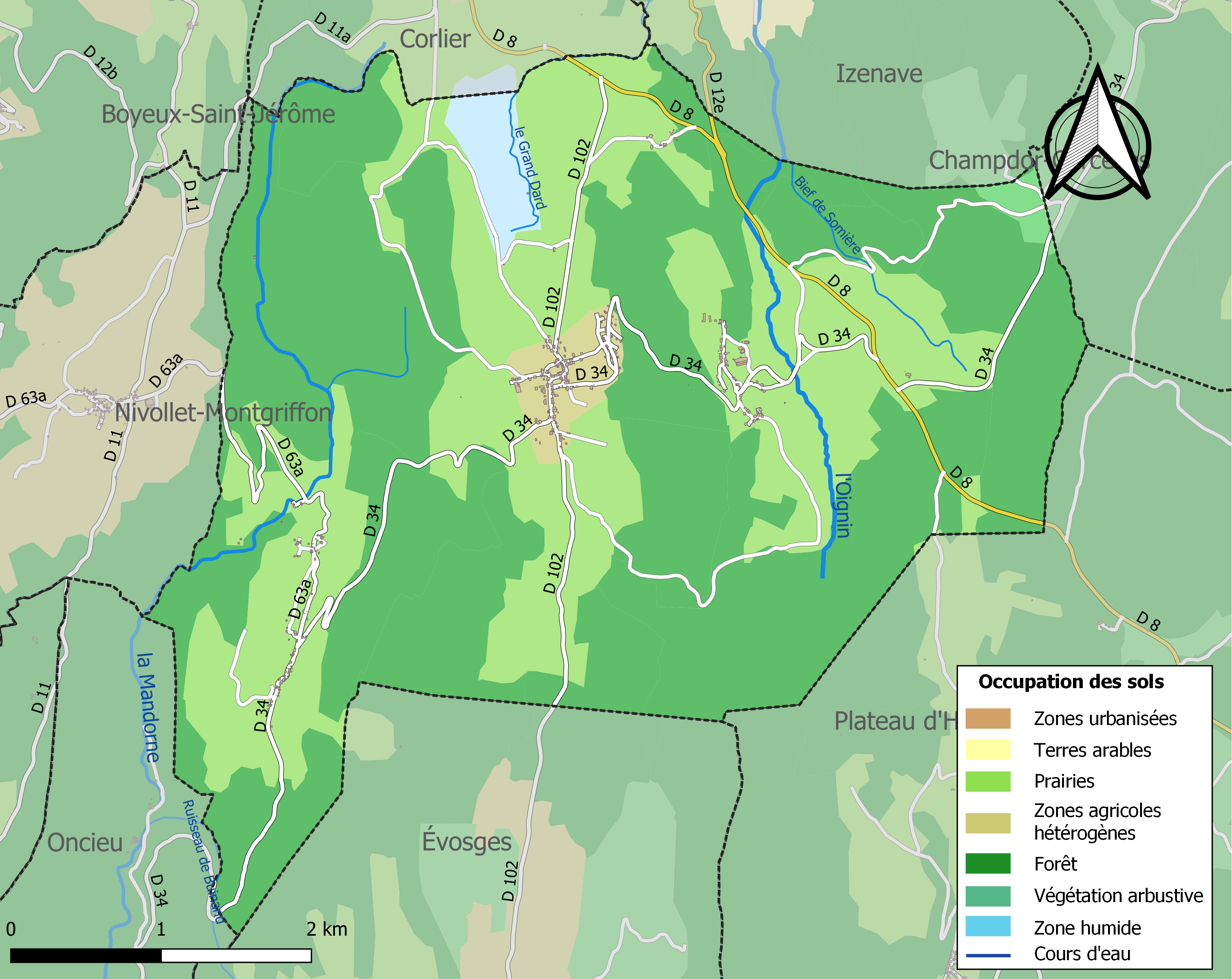
Carte des infrastructures et de l'occupation des sols de la commune en 2018 (CLC).

## Toponymie
Le nom de la localité est attesté sous les formes :
1. 1249 : Aranc[12]
2. 1284 : Arenc
3. 1359 : Arens
4. 1492 : Arenc
5. 1495 : De Arenco
6. 1650 : Aran
7. 1665 : Haranc
8. 1670 : Aranc en Bugey

Albert Dauzat penche pour un type toponymique prélatin dont le premier élément Ar- s'explique par un hypothétique pré-indo-européen *ar (mot non attesté dans aucune langue connue). Le second -anc représente le suffixe pré-latin -ancum. Il compare à Arance (Pyrénées-Atlantique, Aransse 1383), formé sur le suffixe -antia. Cette hypothèse est reprise par la suite, en allégant du fait que le territoire d'Aranc est arrosé par deux rivières : le Borrey et la Mandorne.
Ernest Nègre friant en explications toponymiques par un anthroponyme utilisé seul, propose le nom de personne germanique Arincus utilisé absolument et cité par Marie-Thérèse Morlet.
Enfin, on peut y voir un dérivé avec le suffixe germanique -ing(os) qui explique souvent la terminaison -ans dans la région et de manière quasi-systématique en Bourgogne et Franche-Comté. Aranc correspondrait à un primitif *Aringos « chez les Aringi », Aro étant un nom de personne germanique (cf. ancien haut allemand aro « aigle », allemand Aar, du germanique *aran « aigle »).

## Histoire

### Préhistoire
Un morceau de vase protohistorique a été découvert sur la commune et étudié par un certain monsieur Pichon. « Les caractères morphologiques et technologiques » permettent de dater ce fragment « entre les XVIIe et XIIe siècles avant notre ère ».

### Moyen Âge
Dès 1144, les seigneurs de Rougemont régnaient sur le Val d'Aranc. Selon les auteurs, cette féodalité laïque serait une des plus anciennes du Bugey. Des accords de pâturages avec la chartreuse de Meyriat, vers 1116, montrent déjà que la seigneurie est bien implantée. L'essentiel de la vie du village, à cette époque, est régie par les seigneurs de Rogemont et du château de Rougemont. La dynastie des Rougemont s'étend sur cinq siècles.

### XVIeetXVIIesiècles
- 1530 : disparition de la seigneurie de Rougemont et rachat du château par la famille de Grenaud.
- 1696 : marquisat de la famille de Grenaud, à laquelle succède la famille de Montillet de Grenaud.

### XVIIIesiècle
- 1791 : Aranc devient un canton dépendant du district de Saint-Rambert-en-Bugey et compte dans son canton les villages et hameaux de Corlier, Montgriffon, Lacoux et Chaley.

### XIXesiècle
- 1802 : rattachement d'Aranc au canton d'Hauteville.

### Seconde Guerre mondiale

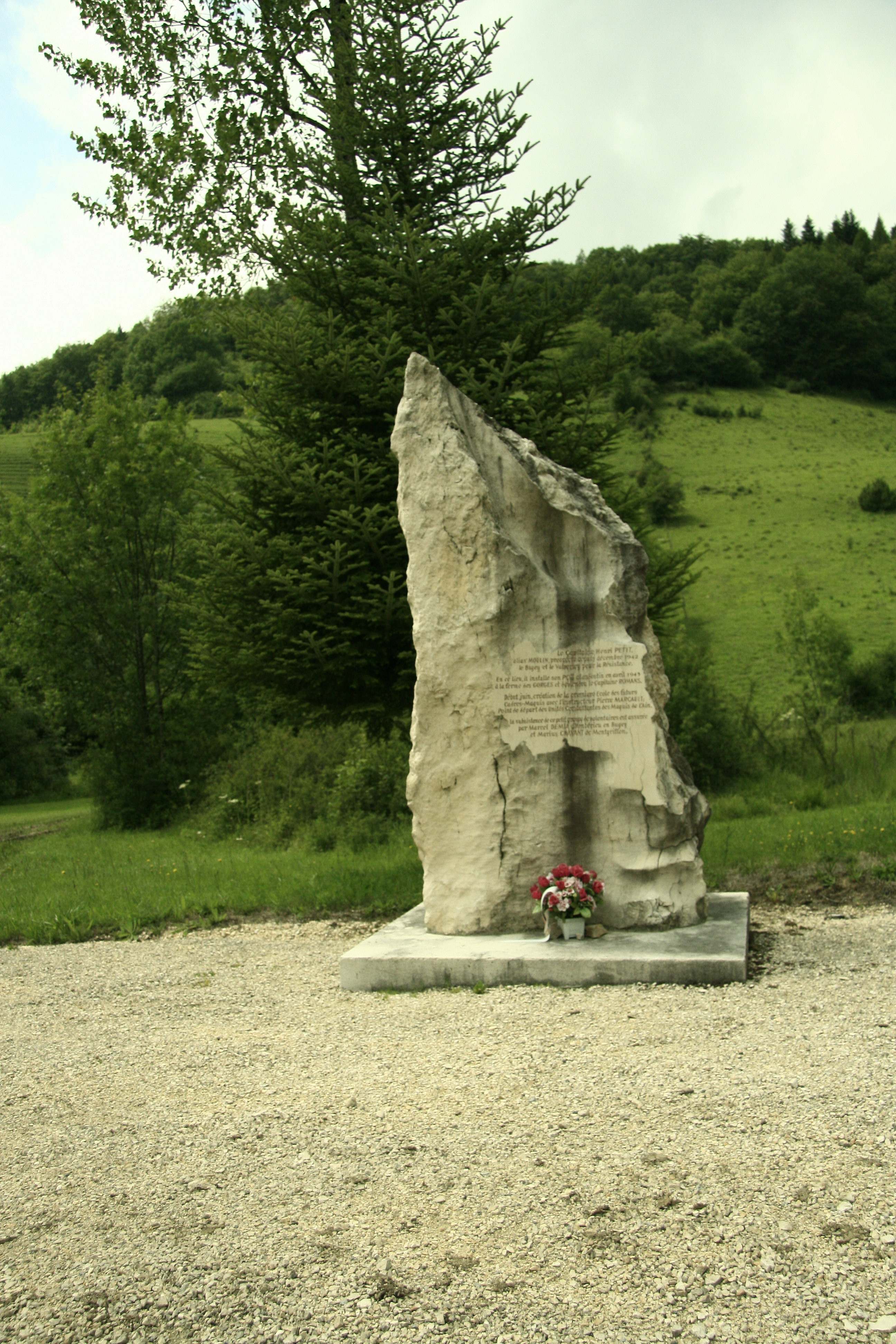
Stèle commémorative du maquis de l'Ain (Colognat).

Le passé résistant du village d'Aranc est riche car il fut un point de ralliement pour le maquis de l'Ain.
Le hameau des Gorges est un lieu important de ralliement pour les résistants. Il fallait trouver des points de ralliement pour les jeunes réfractaires mais aussi un endroit qui aurait pu fédérer l'ensemble des camps présent dans la région d'Aranc et de Corlier. C'est durant l'année 1943 que le colonel Henri Romans-Petit installe son PC dans ce minuscule hameau encaissé et difficile d'accès (d'où son intérêt). Les premiers maquisards s'installent en mars 1943. Dans le courant de l'année 1944, les troupes allemandes pénètrent dans le village et en représailles des actions résistantes, capturent, déportent et fusillent des résistants. On compte dix-huit arrestations et deux exécutions de civils dont une dame de 56 ans dans son domicile. Neuf maisons seront brûlées.

### Époque contemporaine
Par arrêté préfectoral du 19 novembre 2018, Aranc tout comme l'ensemble des communes de l'intercommunalité du plateau d'Hauteville sont intégrés à Haut-Bugey Agglomération.

## Politique et administration

### Découpage territorial
La commune d'Aranc est membre de l'intercommunalité Haut-Bugey Agglomération, un établissement public de coopération intercommunale (EPCI) à fiscalité propre créé le 1er janvier 2014 dont le siège est à Oyonnax. Ce dernier est par ailleurs membre d'autres groupements intercommunaux.
Sur le plan administratif, elle est rattachée à l'arrondissement de Belley, au département de l'Ain et à la région Auvergne-Rhône-Alpes. Sur le plan électoral, elle dépend du canton de Plateau d'Hauteville pour l'élection des conseillers départementaux, depuis le redécoupage cantonal de 2014 entré en vigueur en 2015, et de la cinquième circonscription de l'Ain  pour les élections législatives, depuis le dernier découpage électoral de 2010.

### Liste des maires
| Période                                  | Période  | Identité               | Étiquette | Qualité |
| ---------------------------------------- | -------- | ---------------------- | --------- | ------- |
| 1988                                     | 1995     | Denise Oraison         |           |         |
| 1995                                     | 2014     | Jean-François Julliard |           |         |
| 2014                                     | En cours | Daniel Mathieu         | DVG       |         |
| Les données manquantes sont à compléter. |          |                        |           |         |

## Hameaux
On compte quatre hameaux sur la commune d'Aranc : Salagnat au nord, Rougemont à l'est, Résinand et les Pézières à l'ouest.

### Rougemont
Hameau situé derrière les monts d'Aranc. Il est le plus peuplé des quatre hameaux que compte la commune. C'est dans ce hameau que se situe les ruines du château de Rougemont.
Évolution étymologique
- 1144 : Rubro Monte
- 1206 : Rubeismontis
- 1213 : Rogimonte
- 1284 : Monterubes
- 1286 : Rubesmonte
- 1301 : Rogemont
- 1536 : Rougemont

Bâtiments
Les difficultés d'accès entre Aranc et Rougemont amenèrent la création d'une école clandestine. En 1868, une décision officielle est obtenue pour la création d'une école. Il existe également un lavoir situé près de l'ancienne fromagerie. Cette dernière fut probablement construite en 1860, c'est là que s'organise au premier étage, l'école clandestine. En 1903, on enregistrait 600 hectolitres de lait. elle ne fonctionne plus aujourd'hui.

### Résinand
Hameau encaissé dans une dépression orientée légèrement nord-sud.
Évolution étymologique
- 1670 : Tizenan
- 1746 : Résinand

Autre étymologie : Résimond ou Léatit.
Bâtiments
- Lavoir : un lavoir existe mais il n'est plus en état de fonctionner.
- Travail à ferrer : situé à côté du lavoir.
- Four à pain.
- École : une école a été construite en 1865 au « Crétêt » et au « Chêne ». Actuellement, cette maison a, au-dessus de sa porte, la date de 1890.
- Fromagerie : les premiers statuts remontent à 1875. 2 000 hectolitres de lait sont recueillis en 1903. Les statuts ont été révisés en 1924, date à laquelle on enregistre 27 sociétaires puis 37 en 1918. Il reste 4 éleveurs en 1990. Aujourd'hui, le bâtiment est fermé.

### Les Pézières
Hameau limitrophe de Résinand mais que l'on inclut généralement avec celui de Résinand. Ce hameau figure sous le nom de Pessières en 1873. La route qui le traverse permet d’accéder aux fermes des Gorges et des anciens hameaux de Colognat et de Malaval. Cette même route rejoint, plus haut, le village de Montgriffon.
Bâtiments
- Lavoir : alimenté par trois fontaines. L'installation fonctionne encore.
- Four à pain.
- Église des Pézières : bâtiment construit en 1830, c'est l'abbé Meunier, curé d'Oncieu qui en fut l'instigateur. En 1871, l'église bénéficia d'un curé en titre et un emplacement pour le cimetière est alloué près de l'église. En 1874, un presbytère est construit. Des travaux sont entrepris en 1882 afin de restaurer l'édifice. en 1895, le clocher est construit. La paroisse est active jusqu'en 1971, date du rattachement à la paroisse d'Aranc. Cette église est composée d'une nef de trois travées et d'un chœur recouvert d'une voûte en berceau. Deux chapelles : une dédiée à saint Joseph et l'autre à la Vierge.

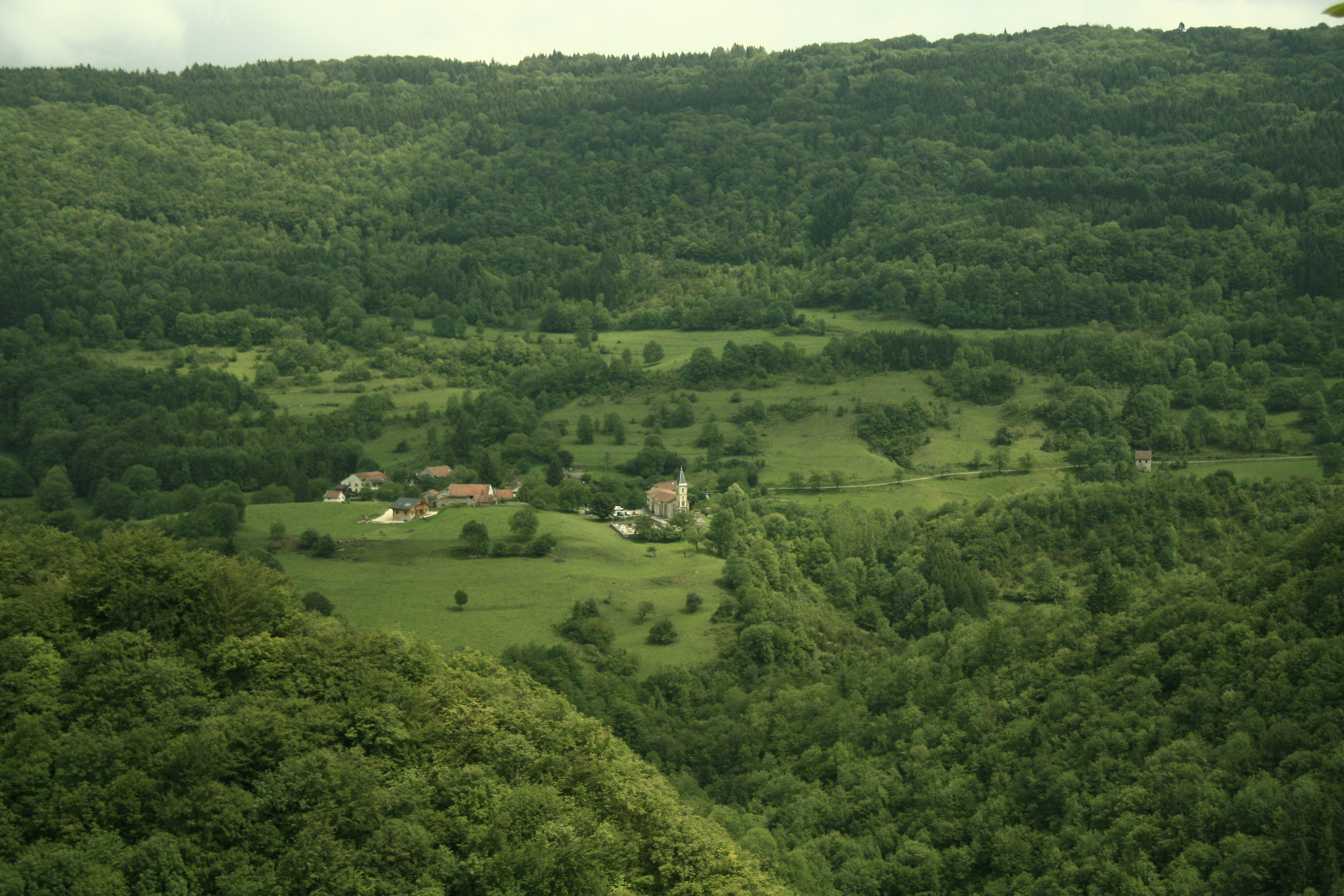
Hameau des Pézières, vue du château de Montgriffon.

### Salagnat
Le hameau est situé à l'extrême est du Val d’Aranc, non loin de la chaîne de l'Avocat. Les maisons de Salagnat bordent l'axe routier en direction d'Hauteville. Un ruisseau prend sa source dans le hameau avant de se jeter dans la Jarine.
Évolution étymologique
- 1492 : Siliniaco
- 1538 : Saligniaco

L’étymologie de ce nom n'est pas certifiée mais entre autres explications, cette dénomination peut se rapporter à une personne : Sallinius ou Silinius comme la chartreuse de Sélignac (Simandre sur Suran : Siliniacus en 854), nom d'une chartreuse occupée de 1202 à la Révolution.

## Population et société

### Démographie
Les habitants s'appellent les Randaoillards,.
L'évolution du nombre d'habitants est connue à travers les recensements de la population effectués dans la commune depuis 1793. Pour les communes de moins de 10 000 habitants, une enquête de recensement portant sur toute la population est réalisée tous les cinq ans, les populations de référence des années intermédiaires étant quant à elles estimées par interpolation ou extrapolation. Pour la commune, le premier recensement exhaustif entrant dans le cadre du nouveau dispositif a été réalisé en 2007.

En 2022, la commune comptait 329 habitants, en évolution de +0,92 % par rapport à 2016 (Ain : +5,15 %, France hors Mayotte : +2,11 %).
| 1793 | 1800 | 1806 | 1821  | 1831  | 1836 | 1841  | 1846  | 1851  |
| ---- | ---- | ---- | ----- | ----- | ---- | ----- | ----- | ----- |
| 839  | 917  | 981  | 1 191 | 1 232 | 973  | 1 111 | 1 116 | 1 104 |

| 1856  | 1861  | 1866  | 1872 | 1876 | 1881 | 1886 | 1891 | 1896 |
| ----- | ----- | ----- | ---- | ---- | ---- | ---- | ---- | ---- |
| 1 139 | 1 017 | 1 008 | 899  | 872  | 828  | 849  | 766  | 737  |

| 1901 | 1906 | 1911 | 1921 | 1926 | 1931 | 1936 | 1946 | 1954 |
| ---- | ---- | ---- | ---- | ---- | ---- | ---- | ---- | ---- |
| 718  | 657  | 650  | 577  | 519  | 491  | 480  | 422  | 393  |

| 1962 | 1968 | 1975 | 1982 | 1990 | 1999 | 2006 | 2007 | 2012 |
| ---- | ---- | ---- | ---- | ---- | ---- | ---- | ---- | ---- |
| 329  | 296  | 269  | 273  | 291  | 275  | 285  | 286  | 311  |

| 2017 | 2022 | - | - | - | - | - | - | - |
| ---- | ---- | - | - | - | - | - | - | - |
| 326  | 329  | - | - | - | - | - | - | - |

### Enseignement
Aranc dispose d'une garderie péri-scolaire. Une classe de cours moyen (CM) et maternelles en jumelage avec Évosges ; cours préparatoire (CP) et cours élémentaire (CE) à Aranc (2 classes).

### Vie associative
Quelques associations existent dans la commune dont celle du troisième âge Les amis de la Mandorne, dont le siège associatif est situé dans la mairie d'Aranc. La commune dispose également d'une chorale nommée Les polyphonies du plateau.

### Sports
Aranc dispose de nombreuses pistes de VTT dont une empruntant les chemins utilisés par les résistants du maquis de l'Ain.

## Économie

### Emplois
Aujourd'hui, le village vit principalement de l'exploitation forestière et aussi un peu de l'exploitation agricole. Il reste encore quelques champs cultivés sur le Val d'Aranc, mais cette économie connaît actuellement un fort déclin. Le village dépend économiquement de la ville d'Hauteville et de son bassin. Pourtant, des actions sont menées en faveur du tourisme, avec la présence du site Aranc évasion qui propose des randonnées et essaie de promouvoir le patrimoine naturel du val d'Aranc.

### Entreprises
Aux XVIIIe et XIXe siècles existait sur l'ensemble du Val d'Hauteville la culture du chanvre ainsi que des peigneurs de chanvre (voir histoire). Il existait aussi le travail de la pierre et le travail du bois. À l'entrée du marais se trouvait une porcherie, dont les bâtiments sont encore présents aujourd'hui, mais ne sont plus exploités. Au début du siècle, on trouvait encore des fruitières qui collectaient les traies du jour, ainsi que des fromageries à Aranc, Rougemont et Résinand. Aujourd'hui, l'activité du bourg se résume à l'exploitation du bois et il reste quelques cultivateurs.

### Commerce
Aranc dispose d'un hôtel-restaurant nommé Aranc-évasion ainsi que d'un restaurant australien basé sur le village de Résinand. Il existe également une fromagerie, contenant un éco-musée du fromage et une épicerie.

## Culture locale et patrimoine

### Lieux et monuments
Référence

#### Monuments civils
- Ruines du château de Rougemont à 2 km à l'ouest du bourg. Il fut le centre de la seigneurie puis du marquisat de Rougemont. Son premier seigneur est cité en 1144[28].
- Mairie

Bâtiments dont la construction n'est pas datée mais un devis daté du 28 août 1889 fait l'objet d'une restauration de l'école-mairie. Les travaux se terminent en 1890. L'architecte est monsieur Moncorger. Aujourd'hui, elle héberge toujours l'école.
- École

La construction d'un bâtiment pour l'école fut envisagée en 1833, abandonnée faute de ressources puis reprise en 1845 et finalisée en 1848. L'école des garçons n'existe plus (probablement à la place du local à pompiers), l'école des filles est certifiée en 1876 et tenue par les religieuses de Belley. Elle se situait à la place du bureau de poste.
- La fromagerie

En 1820, la région du Bugey voit le développement de la techniques consistant en la fabrication du comté. S'implante à Aranc une fromagerie collectant le lait des exploitations alentour. Elle date de 1876 et collecte jusqu'à 4000 hectolitres de lait en 1900. En 1930, ce sont 52 exploitants qui ramène leur lait à la fromagerie. Avec la baisse de l'exploitation agricole, la fromagerie ferme ses portes en 1985. À l'initiative de Joël Pelletier, natif d'Aranc, les locaux sont réhabilités et la nouvelle fruitière ouvre en septembre 2011.
- Fermes, granges, hameaux

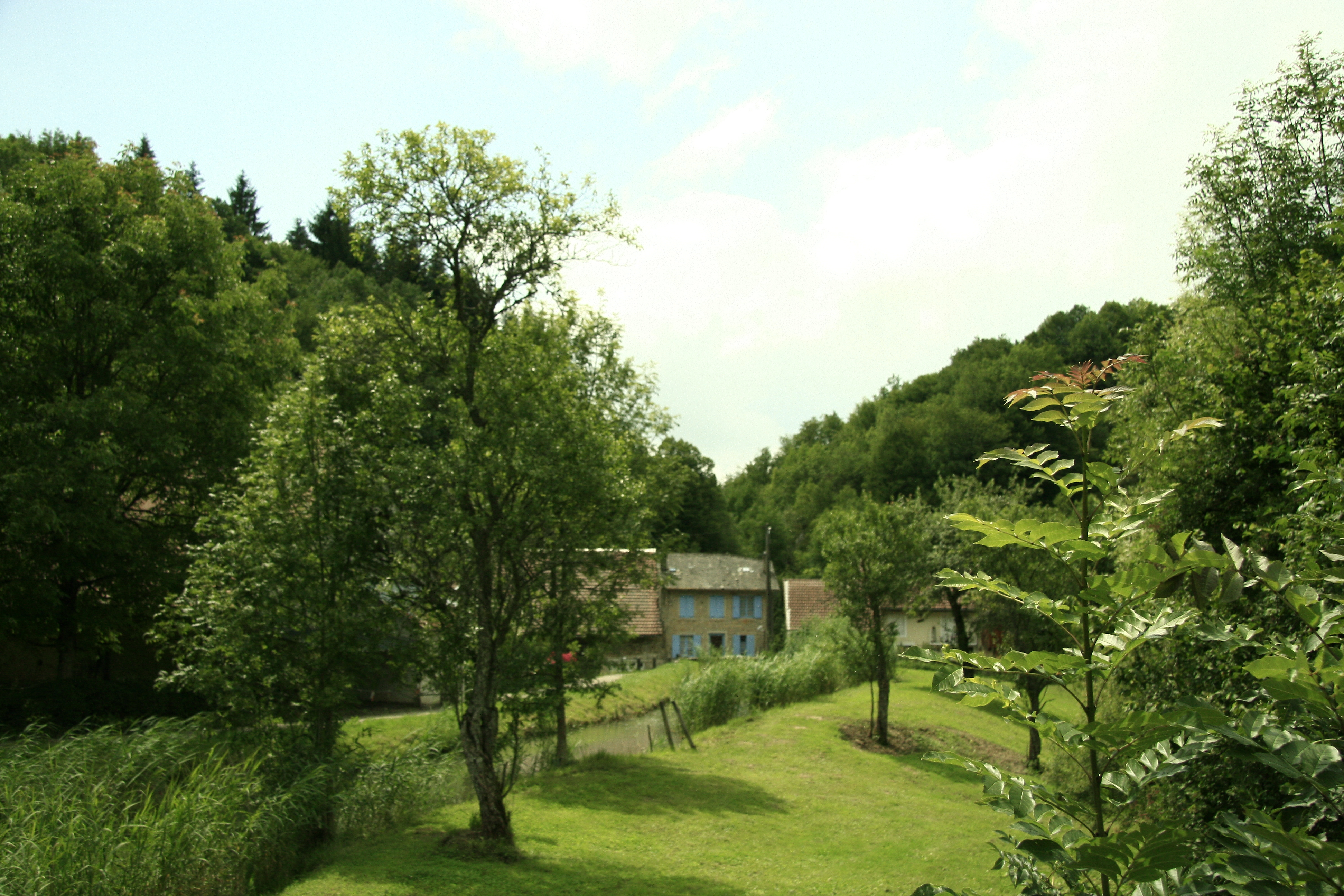
Fermes de Colognat.

  - Grange Le Marchat ; elle a abrité pendant la Seconde Guerre mondiale des groupes de résistants du maquis de l'Ain. En ruine jusqu'à sa reconstruction dans le courant des années 2000. Elle se situe dans un endroit isolé sur la route de Résinand. Cette ferme avec celle du Termant était un repère pour le maquis de l'Ain. Elle figure sur le tracé du « chemin de mémoire ».
  - Ferme de Malaval ; située dans la vallée haute de la Mandorne, un chemin d'accès amène à cette ferme à partir de Colognat. Selon les plans cadastraux napoléoniens, plusieurs corps de bâtiments figurent à Malaval. La mention de hameau est mentionnée. Il ne reste aujourd'hui plus qu'un seul bâtiment.
  - Moulin de Colognat[30] ; désigne un groupe de fermes en contrebas du hameau des Pézières, sur la route de Montgriffon. Une croix indique le chemin en direction de Malaval. Deux moulins existent encore aujourd'hui mais un seul est encore en état de marche. Il est alimenté par la Mandorne. la roue à aubes a un diamètre de 5 mètres pour 1 mètre de large.
  - Grange des Gorges ; elle fut avec la grange de Marchat, un autre lieu fréquenté par le maquis de l'Ain. Située dans la vallée de la Mandorne. Cette grange est encaissée dans une petite gorge. Accessible à partir de la route de Montgriffon, une stèle commémorative fut posée au niveau du croisement entre le chemin de la grange des gorges et la route
  - Grange Goyet ; grange qui se trouve à proximité de Rougemont.
  - Hameau Moment ; situé sur la route d'Oncieu, petit hameau situé dans les gorges de la Mandorne.
- Maisons
  - Maison Moyne : sans doute la plus ancienne maison du village, elle date probablement de 1774. L'intérêt de cette maison se trouve dans son architecture typique des maisons du Bugey ; murs à pignons et dreffia.
  - Maison Besson : construction très ancienne
  - Maison Givaudan : elle comporte une grande écurie et un monolithe en pierre taillée de plus de 5 mètres de hauteur. La porte de la grange comporte cette inscription : Apingon, l'« an 6 de la R 1798 VS ».
  - Maison du juge de paix : construction de type mâconnais, elle possède un escalier extérieur qui permet d’accéder à un palier. Sois ce palier existait deux entrée dotées d'un arc cintré venant prendre appui sur un pilier central. C'est dans cette maison qu'intervenait le représentant de la loi à partir de 1791.
  - Maison curiale : ancien presbytère transformé en gîte rural. Possède des fenêtres en pierre de taille sculptées d'inspiration gothique.
  - Colonie de vacance : ancienne auberge appelée le Mastroquet encore en activité en 1947.
  - Maison Reydellet : l'intérêt de cette maison se trouve suer la parvis. Là se trouve une meule du moulin de Merlet.
  - Maison Gérard Bozon : datée de 1764.
  - Maison Givaudan : datée de 1806.
  - Maison Bettollo : inscription au-dessus de la porte « Jean François Savey 1839 ».

#### Monuments religieux
- Église Notre-Dame-des-Sept-Douleurs des Pézières.

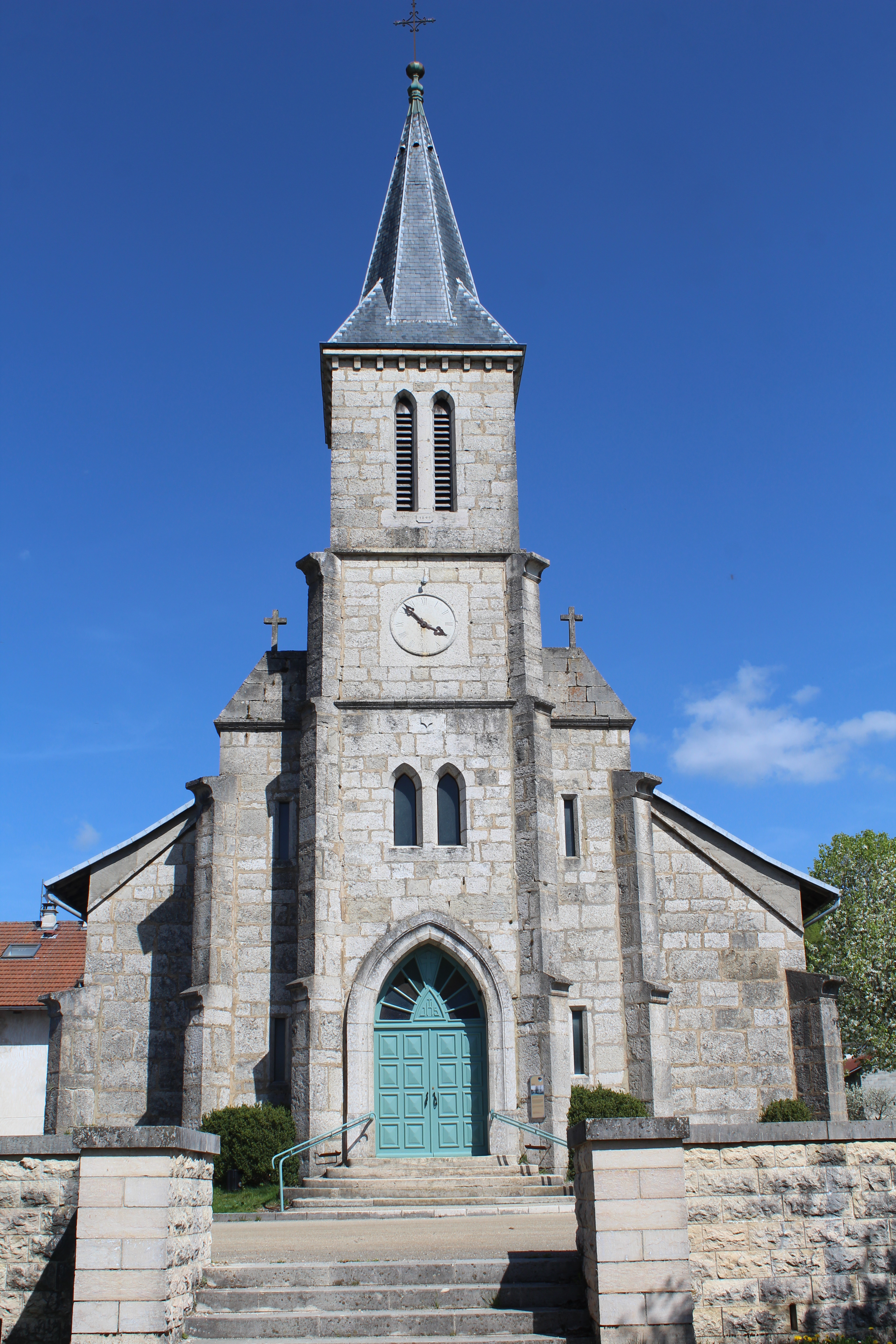
L'église.

- Église Saint-Paul

La datation précise de l'édifice est rendue difficile par la variété de ses éléments. En effet, ils sont de plusieurs époques. La partie la plus ancienne est probablement la nef. En 1858, l'église a fait l'objet d'un devis pour la construction d'un clocher et d'un agrandissement. Approuvés en 1862, les travaux ont commencé 5 ans plus tard. l'architecte de Belley ajouta deux basses nefs au projet initial qui portait uniquement sur la prolongation de la nef centrale.
Le chœur
Il s'appuie sur de très importants piliers rectangulaires du côté de la nef et sur deux colonnes du côté de l'abside. La rosace de la clef de voûte est composée de quatre décors foliacés concentriques. Le chœur était surmonté du clocher dont le mur était d'une hauteur de 4 mètres. Les vestiges de ce mur sont encore visibles dans les combles.
L'abside
Les vitraux des trois fenêtres composant l'abside sont agrémentées de remplages datant probablement des années 1500. La fenêtre centrale est à trois formes : deux meneaux pour la centrale et un meneau pour les latérales. L'abside date probablement de 1508.
La nef
Cette partie de l'église a subi d'importantes rénovations durant les travaux entrepris entre 1655 et 1700. Des voûtes ont remplacé le plafond lambrissé, le toit et le clocher ont été rénovés.

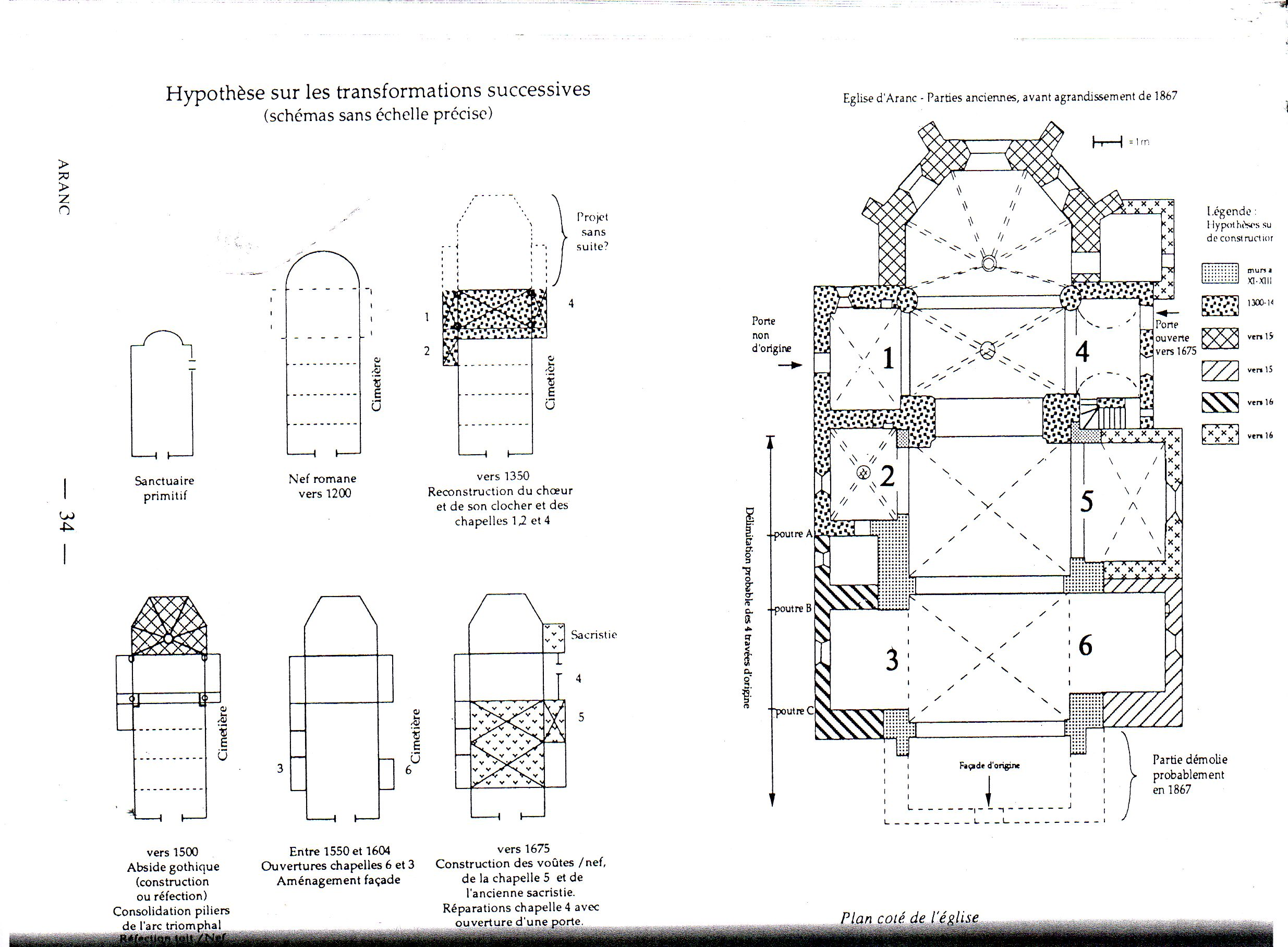
Plans de l'église d'Aranc.

Les chapelles
Quatre chapelles ont été construites en même temps que le chœur. Deux chapelles sont en croisées d'ogives et comportent encore sur les corbeaux d'appui des sculptures à caractère médiéval. Deux chapelles ont été ajoutées entre 1655 et 1700. Au XVIe siècle, une chapelle a été ajoutée à la demande des seigneurs de Rougemont.
1. Chapelle dédiée autrefois à saint Pierre, elle fut, par la suite, dédiée à sainte Catherine et enfin transformée en sacristie.
2. Chapelle dédiée à saint Michel, elle est maintenant dédiée à saint Antoine.
3. Chapelle dédiée à saint Claude, elle est maintenant dédiée à saint Paul.
4. Chapelle dédiée à sainte Madeleine, elle se nomme actuellement chapelle Rougemont car elle possède une porte latérale située du côté de ce hameau.
5. Chapelle dite du Rosaire. Elle comporte une plaque commémorative de la famille Moyne.
6. Chapelle dédiée à saint Antoine, elle est dédiée actuellement à sainte Philomène.

Le mobilier
1. Statue de saint Antoine ; statue en bois remontant au XVIIIe siècle. Probablement couverte autrefois de dorures.
2. Statue de sainte Philomène, statue en bois du XIXe siècle.
3. Christ en croix datant du XVIIIe ou XVIIe siècle.
4. Bénitier en pierre ; il date probablement de 1876.
5. Fonts baptismaux : idem.

- Calvaires, croix et vierges
  - Calvaire des Trois Croix : situé sur une colline nommée « Mont au levet », il domine le village. Deux légendes se rattachent à ce calvaire. La première se rapporte à la mort d'enfants abandonnés et l'autre fait le rapprochement avec le cimetière des lépreux.
  - Croix Michel Antoine : située à la sortie sud du village, elle était anciennement située à proximité du four à pain.
  - Croix Denis : située sur la route de Corlier.
  - Croix du Collombet : disparue, elle était sur la crête entre le mont d'Aranc et le val Pétozan.
  - Croix du Verbon : procession déclenchée par le curé lors des sécheresses. Il ne reste que le socle au ras du sol.
  - Croix de Salagnat : ancienne croix du cimetière.
  - Croix de Salandru : il ne reste que le socle constitué d'un simple bloc de pierre à peine ébauché. Probablement un très ancien site cultuel.
  - Croix du Rosoiriat : Implantée par le curé Jolivet et bénite le 28 mai 1893.
  - Croix du Crétêt : croix en métal sur socle en pierre.
  - Croix de Colognat : croix provenant du cimetière d'Argis ou de Tenay. Apposé sur un socle dont les inscriptions sont pratiquement illisibles.
  - Vierge du Mont d'Aranc : aucune date visible. L'édifice peut probablement remonter au XIXe siècle.
  - Vierge du Molard : à Résinand, souvenir de la première mission de 1883.

### Patrimoine naturel
- Les eaux du val d'Aranc se réunissent non loin de Corlier pour former le Borrey qui plus loin se jette dans l'Oignin.
- Cascade des Tines dans le bois des Lignières.
- Fontaine de la Doye : située au centre du village et construite en 1870. Elle est attenante à la fromagerie.

### Autres curiosités
Sur le territoire communal se dressent ou se sont dressés
- Planche au curé

Petite passerelle enjambant la Jarine au sortir du marais sur la route de Corlier. Elle est évoquée sur les plans cadastraux napoléoniens disponibles sur le site des archives de l'Ain. Elle n'existe évidemment plus et est remplacée par la route de Corlier.
- Tumulus

La localisation de ce tumulus n'est pas rapportée sur les cartes. C'est un tertre circulaire de 50 mètres de diamètre et de 5 à 8 mètres de haut. : il se trouverait entre le ruisseau de la Jarine et le chemin amenant aux ruines du Moulin de Merlet.
- Charbonnières

Il existait de nombreux emplacements pour la fabrication du charbon de bois. Particulièrement au lieu-dit Montréal, sur la route de Montgriffon.
- Four à chaux

Au lieu-dit Montréal existait un four à chaux. On a extrait ici des matériaux pour la confection de chaux. en 1920, on voyait encore les ruines de deux plateformes avec des restes de pierres et de cendres. aujourd'hui, en empruntant la route de Montgriffon passant par Colognat, on arrive encore a discerner clairement le lieu ou se pratiquait cette industrie.

### Légendes et tradition orale
Une tradition orale fait état d'un cimetière de lépreux dans la commune d'Aranc. Des travaux effectués en 1920 au lieu-dit le Mollard (réfection du réservoir d'eau) auraient mis au jour des ossements.
Vers 1933, on racontait la légende de « la Segnegoga ». L'histoire se déroulait aux alentours de la grange Marchat et du col des Trois-Croix. Les segnegogues étaient amoureuses du crépuscule. Tantôt elles marchaient, tantôt elles volaient. Elles formaient, en dansant, un grand cercle autour d'un feu. L'une tendait aux autres une boisson contenue dans un sabot de cheval. « Les segnegogues » pouvait aussi prendre la forme de chandelles venant se placer au-dessus de la tête du passant attardé. On retrouve cette légende vers Évosges mais aussi dans l'ensemble du Bugey et de la Dombes.

### Personnalités liées à la commune
- Jean-François de Montillet de Grenaud, archevêque d'Auch, héritier de la seigneurie et du château de Rougemont au XVIIIe siècle.
- Auguste Collomb (1902-1944), résistant français.

### Héraldique
| Blason de Aranc | Blason  | De gueules à la tour ruinée d'argent, maçonnée de sable, ouverte et ajourée du champ, au chef cousu d'azur chargé d'un lion issant d'or. |
| Blason de Aranc | Détails | Conçu par Thierry Faure David-Nillet. Adopté par délibération du conseil municipal du 15 novembre 1991.                                  |